# Loeseneriella sogerensis
Loeseneriella sogerensis är en benvedsväxtart som först beskrevs av E. G. Baker, och fick sitt nu gällande namn av Albert Charles Smith. Loeseneriella sogerensis ingår i släktet Loeseneriella och familjen Celastraceae. Inga underarter finns listade.